# Spy Hunter (jeu vidéo, 2012)
Pour les articles homonymes, voir Spy Hunter.
Spy Hunter est un jeu vidéo de combat motorisé développé par TT Fusion édité par Warner Bros. Interactive Entertainment, sorti en 2012 sur PlayStation Vita et Nintendo 3DS.

## Accueil
- Jeuxvideo.com : 6/20 (3DS)[1]